# Kamenná Horka
Kamenná Horka là một làng thuộc huyện Svitavy, vùng Pardubický, Cộng hòa Séc.